# Алга (Тюлячинский район)
Алга — деревня в Тюлячинском районе Республики Татарстан Российской Федерации. Входит в состав Узякского сельского поселения.

## География
Деревня расположена на левом притоке реки Мёша, в 11 километрах к юго-востоку от села Тюлячи. 

## История
Деревня основана в 1930 году. Входила в состав Сабинского района, с 10 февраля 1935 года в Тюлячинском, с 12 октября 1959 года в Сабинском, с 4 октября 1991 года в Тюлячинском районах. 

## Население
| 1938 | 1949 | 1958 | 1970 | 1979 | 1989 | 2000 | 2010 |
| ---- | ---- | ---- | ---- | ---- | ---- | ---- | ---- |
| 254  | 258  | 344  | 213  | 155  | 72   | 57   | 59   |

## Экономика
Мясное скотоводство. 

## Социальная инфраструктура
Начальная школа. 